# Palacio Epang
El Palacio Epang, conocido como Palacio E-pang y también Palacio Ebang; (Chino simplificado: 阿房宫; Chino tradicional: 阿房宮; pinyin: Ēpánggōng) situado en el oeste de Xi'an, provincia de Shaanxi, China, había un complejo palaciego de Qin Shi Huang, emperador de China. La construcción del palacio comenzó en el 212 a. C. Con la excepción de su vestíbulo, nunca se completó según los hallazgos de los arqueólogos chinos.
Cuando el rebelde anti- Dinastía Qin, Xiang Yu, entró en la capital Xianyang, que ya se había rendido, en el 206 a. C., hizo que la ciudad fuera masacrada y saqueada, y quemó el inacabado Palacio Epang.
En la entonces capital Xianyang y sus alrededores, el primer emperador chino y uno del imperio, Qin Shi Huang, construyó más de 300 palacios a orillas del Wei He y en el año 212 aC comenzó las obras de construcción del Palacio Epang. Sin embargo, hasta la muerte de Qin Shi Huang dos años después, según los arqueólogos chinos, solo se completó el vestíbulo del frente de acceso principal. En Shiji, el historiador Sima Qian escribió que esta sala tenía 500 pasos de largo de este a oeste y 165 metros de ancho en dirección sur-norte. Bajo el hijo y sucesor de Qin Shi Huang, Qin Er Shi, la construcción continuó con numerosos edificios y pabellones de varios pisos. Como resultado de las guerras civiles y los levantamientos al final de la dinastía Qin, Xiang Yu tomó la ciudad de Xianyang y quemó el palacio inacabado. Du Mu, un conocido poeta de la dinastía Tang, describió el palacio en detalle en uno de sus pies.
El Comité de Shaanxi para la Gestión de Restos Culturales y arqueólogos locales de la provincia llevaron a cabo excavaciones en el presunto sitio del palacio en 1956. Descubrieron una base hecha de tierra apisonada al sur de la aldea de Epang, la llamada "plataforma del cielo" con una circunferencia de 310 metros y una altura de 20 metros. Una meseta rectangular aparentemente creada artificialmente, conocida como la cresta de la montaña Meiwu, también se encontró al suroeste de la aldea. Ambas áreas juntas cubren un área de alrededor de 260,000 metros cuadrados y son los restos más claros del palacio. El sitio ha estado en la lista de monumentos de la República Popular China desde 1961.
En 1995 se comenzó a reconstruir el palacio. Cinco años después se inauguró en 2000 como un espectáculo dentro de un área de 275 hectáreas. La reconstrucción costó el equivalente a 32 millones de dólares. Los edificios de aspecto majestuoso a menudo formaban un bonito set de filmación. Debido a la infraestructura turística deficiente y la ubicación desfavorable en un suburbio occidental de Xi'an, el número de visitantes se mantuvo muy por debajo de las expectativas. Por lo tanto, el palacio fue demolido nuevamente en septiembre de 2014. En su lugar se establecerá un parque arqueológico.
Según David W. Pankenier, sus dimensiones durante la dinastía Han son descritas por Sima Qian como 693 m de largo por 116,5 m de ancho, su plataforma de cimentación de tierra apisonada mide 1320 m de este a oeste, 420 m de norte a sur y 8 m de altura.
Desde 1961, el sitio del palacio está catalogado como un importante sitio histórico y cultural protegido a nivel nacional, entre los Monumentos de la República Popular China (1-151).